# O’Brien County
Das O’Brien County ist ein County im US-Bundesstaat Iowa. Bei der Volkszählung im Jahr 2020 hatte das County 14.182 Einwohner und eine Bevölkerungsdichte von 9,6 Einwohnern pro Quadratkilometer. Der Verwaltungssitz (County Seat) ist Primghar.

## Geographie
Das County liegt im Nordwesten von Iowa, ist im Norden etwa 35 Kilometer von Minnesota, im Westen etwa 50 Kilometer von North Dakota entfernt und hat eine Fläche von 1485 Quadratkilometern, ohne nennenswerte Wasserfläche. Es grenzt an folgende Nachbarcountys:
| Lyon County     | Osceola County  | Dickinson County   |
| Sioux County    |                 | Clay County        |
| Plymouth County | Cherokee County | Buena Vista County |

## Geschichte

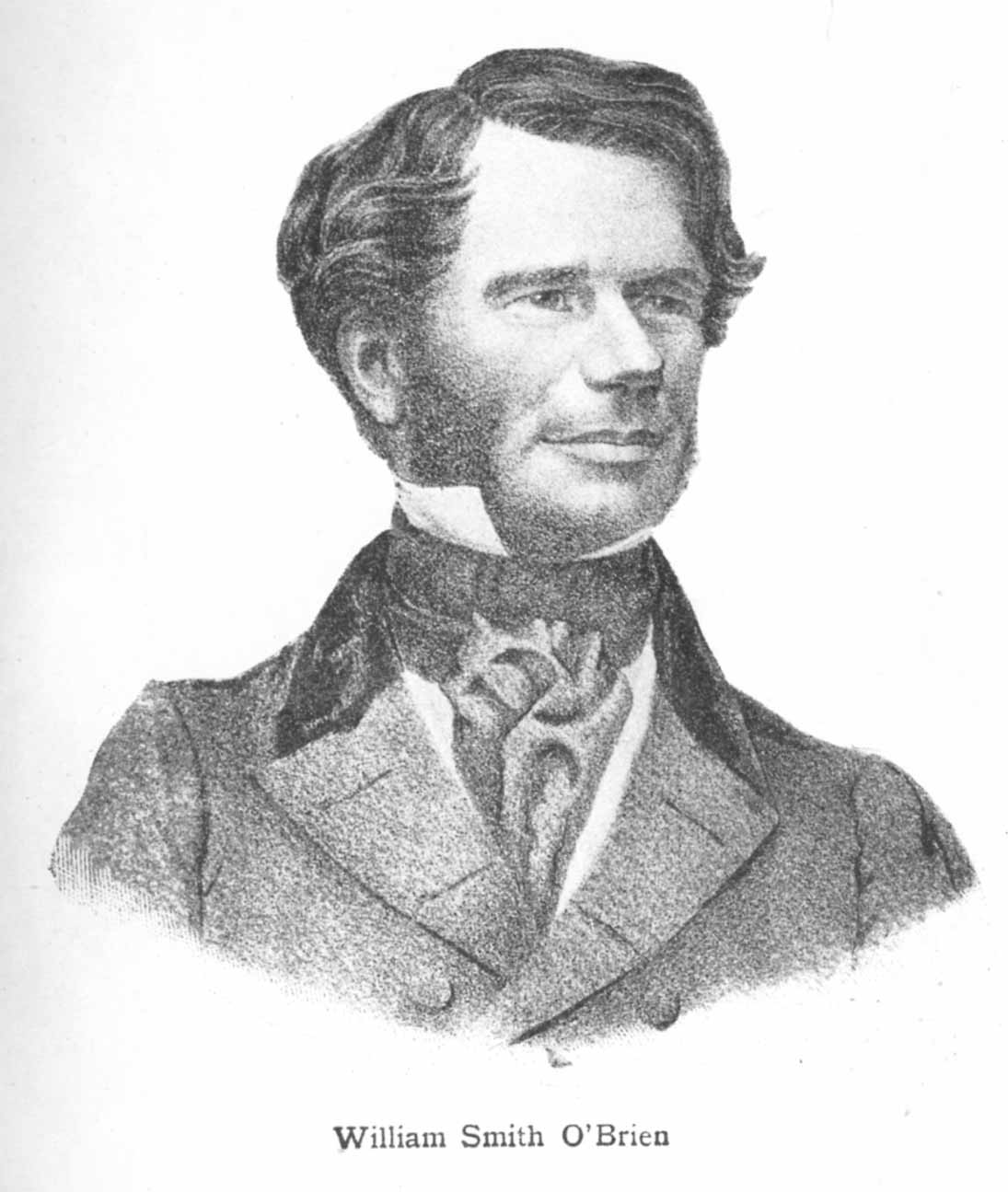
W. S. O’Brien

Das O’Brien County wurde am 15. Januar 1851 aus ehemaligen Teilen des Cherokee County gebildet. Die eigenständige Verwaltung begann jedoch erst am 25. Januar 1860. Benannt wurde es nach William Smith O’Brien (1803–1864), einem Führer der irischen Revolution von 1848.
1856 kamen als erste Siedler Hannibal H. Waterman, seine Frau Hannah H. Waterman und ihre Tochter Emily im O’Brien County mit zwei Ochsenkarren und einigen Haushaltsgegenständen und etwas Saatgut an und siedelten an dem noch heute bekannten Waterman Place. In den folgenden Jahren kamen mehrere Siedler und ab 1860 gab Hannah Waterman Unterricht für die ersten Kinder im County. Das erste Schulgebäude wurde aber erst 1869 errichtet. Bis 1872 war der Sitz der County-Verwaltung auf der Moding Farm, etwa fünf Kilometer westlich von Peterson.
Im O’Brien County liegt eine National Historic Landmark, die Indian Village Site.

## Demografische Daten
Nach der Volkszählung im Jahr 2010 lebten im O’Brien County 14.398 Menschen in 6.035 Haushalten. Die Bevölkerungsdichte betrug 9,7 Einwohner pro Quadratkilometer.
Ethnisch betrachtet setzte sich die Bevölkerung zusammen aus 96,0 Prozent Weißen, 0,5 Prozent Afroamerikanern, 0,1 Prozent amerikanischen Ureinwohnern, 0,6 Prozent Asiaten sowie aus anderen ethnischen Gruppen; 0,8 Prozent stammten von zwei oder mehr Ethnien ab. Unabhängig von der ethnischen Zugehörigkeit waren 3,8 Prozent der Bevölkerung spanischer oder lateinamerikanischer Abstammung.
In den 6.035 Haushalten lebten statistisch je 2,28 Personen.
23,6 Prozent der Bevölkerung waren unter 18 Jahre alt, 56,0 Prozent waren zwischen 18 und 64 und 20,4 Prozent waren 65 Jahre oder älter. 50,2 Prozent der Bevölkerung war weiblich.
Das jährliche Durchschnittseinkommen eines Haushalts lag bei 43.292 USD. Das Prokopfeinkommen betrug 24.647 USD. 9,4 Prozent der Einwohner lebten unterhalb der Armutsgrenze.

## Orte im O’Brien County
Citys
- Archer
- Calumet
- Hartley
- Paullina
- Primghar
- Sanborn
- Sheldon1
- Sutherland

Unincorporated Communitys
- Gaza
- Germantown
- Moneta
- Ritter

1 – teilweise im Sioux County

## Gliederung
Das O’Brien County ist in 16 Townships eingeteilt:
- Baker Township
- Caledonia Township
- Carroll Township
- Center Township
- Dale Township
- Floyd Township
- Franklin Township
- Grant Township
- Hartley Township
- Highland Township
- Liberty Township
- Lincoln Township
- Omega Township
- Summit Township
- Union Township
- Waterman Township